# Petite rivière Mikwam
Pour les articles homonymes, voir Mikwam.
La Petite rivière Mikwam (en anglais : Little Mikwam River) est un cours d'eau du Nord-Est de l'Ontario (Canada) situé dans le district de Cochrane.

## Géographie
La Petite rivière Mikwam est un affluent du Petit lac Mikwam qui se décharge dans le lac Mikwam qui est traversé par la rivière Mikwam . 
À partir du lac de tête de son bassin versant (altitude : 306 m), la rivière coule sur environ 7 km vers l'est puis vers le nord-ouest jusqu'à sa son embouchure sur le Petit lac Mikwam (303 m) que le courant traverse sur plus de 4 km jusqu'à sa décharge qui parcourt près d'un kilomètre avant d'alimenter le lac Mikwam,.